# Czesław Niemen
Czesław Juliusz Niemen (n. 16 februarie 1939, Stare Wasiliszki - d. 17 ianuarie 2004, Varșovia, Polonia) a fost un compozitor polonez și muzician rock. 

## Discografie
- 1967 — Dziwny jest ten świat
- 1968 — Sukces
- 1969 — Czy mnie jeszcze pamiętasz?
- 1970 — Enigmatic
- 1971 — Niemen
- 1972 — Strange Is This World (Germania de Vest)
- 1973 — Ode to Venus (ФРГ)
- 1973 — Niemen Vol. 1 i Niemen Vol. 2
- 1973 — Russische Lieder (ФРГ)
- 1974 — Mourner’s Rhapsody (Germania de Vest, Marea Britanie, SUA)
- 1975 — Niemen Aerolit
- 1976 — Katharsis
- 1978 — Idee Fixe
- 1980 — Postscriptum
- 1982 — Przeprowadzka
- 1989 — Terra Deflorata
- 1991 — Terra Deflorata (CD)
- 1993 — Mouner’s Rhapsody (CD, SUA)
- 1995 — Sen o Warszawie (CD)
- 1997 — Moja i twoja nadzieja ’97 (CD)

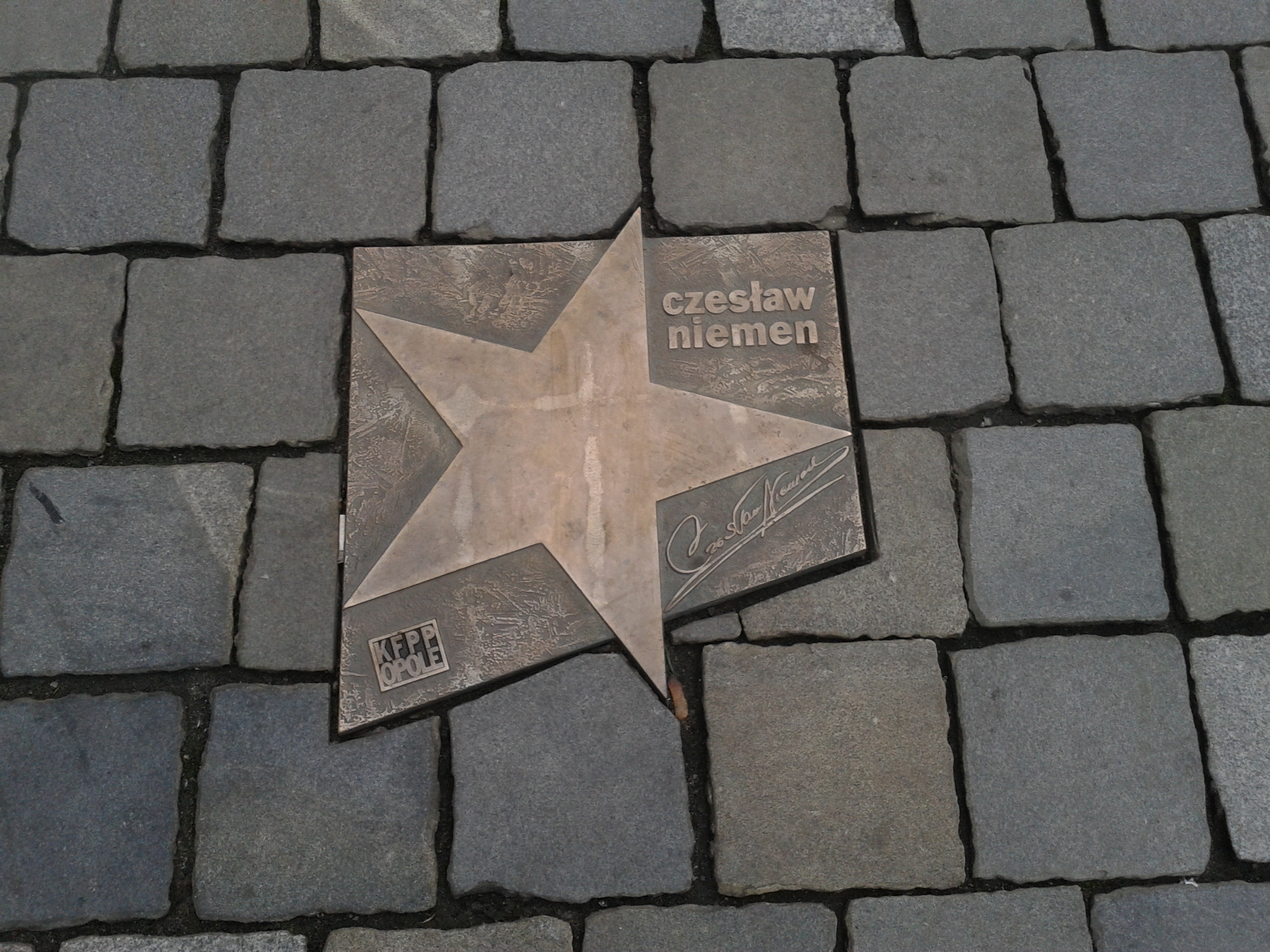
Steaua lui Czesław Niemen în Opole

- 2001 — spodchmurykapelusza (CD)

## Single-uri
- 1962 – Adieu Tristesse / El soldado de levita
- 1963 – Na swojską nutę
- 1963 – W rytmie Madisona
- 1968 – Obok nas / Baw się w ciuciubabkę
- 1969 – Io senza lei / Arcobaleno
- 1969 – Una luce mai accesa / 24 ore spese bene con amore
- 1969 – Re di cuori
- 1970 – Oggi forse no / Domani
- 1972 – Romanca Cherubina / Mazurek
- 1972 – Strange is This World / We’ve Got The Sun
- 1975 – Mleczna droga / Dorożką na Księżyc
- 1979 – Nim przyjdzie wiosna / Pokój
- 1982 – Witaj przygodo zielona / Przeprowadzka
- 1986 – High Horse / Pod Papugami
- 2002 – Jagody szaleju